# Homo unius libri

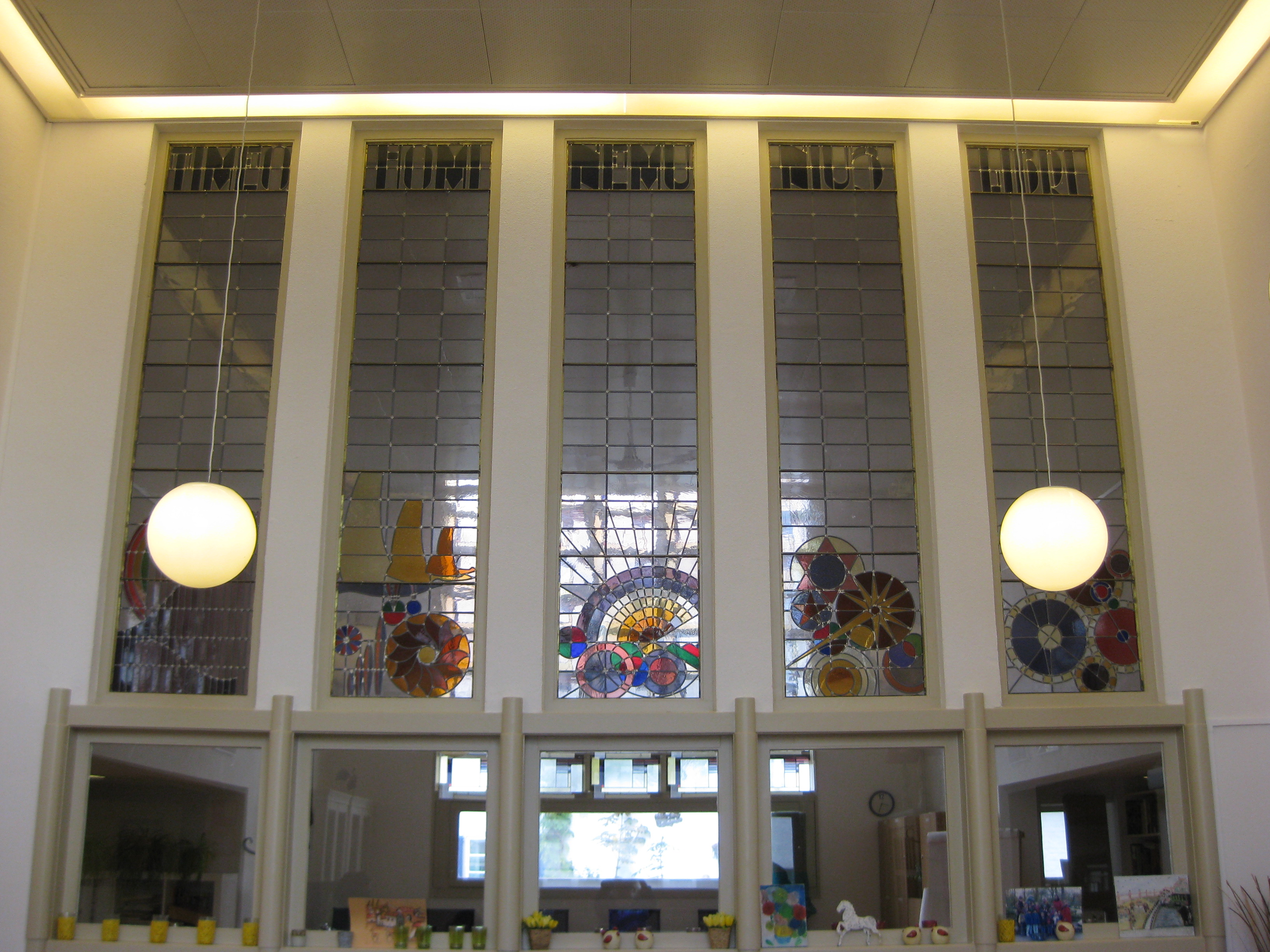
La frase "Timeo hominem unius libri" de Tomás de Aquino en la Biblioteca Brink de Amsterdam.

La frase en latín hominem unius libri timeo, que significa ‘temo al hombre de un solo libro’, fue escrita por primera vez por el obispo anglicano Jeremy Taylor (1613-1667), quien se la atribuyó a santo Tomás de Aquino (1225-1274).
La frase tiene variantes y ha sido atribuida a otros autores. Las variantes incluyen caveo (en vez de timeo) y virum o lectorem (en vez de hominem).
El diccionario conciso de menciones extranjeras (Londres 1998), atribuye la cita a san Agustín de Hipona.
Otras atribuciones se dirigen a Plinio el Joven, Séneca o Quintiliano, pero la existencia de la frase no parece encontrarse en momento anterior al periodo moderno temprano.

## Interpretaciones

### Especialización y dominio de un solo asunto
La frase tiene varias interpretaciones. Es probable que en su origen contuviera un menosprecio del eclecticismo; en tal caso el "miedo" que expresa el obispo Taylor es hacia un adversario intelectual formidable que se ha dedicado a convertirse en un maestro en una sola disciplina escogida. Sin embargo,aun así, la frase hoy más a menudo se refiere a la interpretación de expresar "miedo" de las opiniones del hombre analfabeto o inculto que sólo "ha leído un solo libro" y sostiene sus opiniones con ignorancia e intolerancia.
El crítico literario Clarence Brown describió la frase en su introducción a una novela por Yuri Olesha:

Las palabras [de Tomás de Aquino] son generalmente citadas hoy en crítica del hombre cuyos horizontes mentales están limitados a un libro. Aquino, aun así, quiso decir que un hombre que ha estudiado exhaustivamente un libro bueno puede ser peligroso como adversario. El poeta griego Arquíloco quiso decir algo así cuando dice que «el zorro sabe muchas cosas, pero el erizo sabe una sola cosa grande».
Clarence Brown

El poeta Robert Southey (1774-1843) recordó la tradición en que la mención estaba incluida:

Cuando se le preguntó a santo Tomás de Aquino en qué manera un hombre podría llegar a ser más instruido, contestó: «Leyendo un solo libro». Para el obispo Taylor, esto significaba que «un entendimiento nutrido con objetos diversos no se concentra en ninguno de ellos, y no es provechoso». De hecho, el homo unius libri es considerado unánimemente temible para todos sus interlocutores. Como un tirador certero, conoce su pieza perfectamente, y dispara con seguridad.
Robert Southey, en El doctor (pág. 164).

A manera de comparación, Southey cita Isidro de Madrid, de Lope de Vega (1562-1635) que expresa un sentimiento similar:

Que es estudiante notable, 
 el que lo es de un libro solo, 
 que, cuando no estaban llenos 
 de tantos libros ajenos, 
 [...] 
 sabían los hombres más 
 porque estudiaban en menos.
Lope de Vega

El novelista y naturalista Charles Kingsley (1819-1875), siguiendo la tradición iniciada por Gilbert White (1720-1793) en La historia natural y las antigüedades de Selborne (1789), también invocó el proverbio a favor de saber completamente un tema pequeño.

Una lección nunca es aprendida hasta que es aprendida muchas veces, y algo es mejor entendido por fijarse y hacerse maestro de eso. En historia natural el dicho Cave hominem unius libri puede ser parafraseado por, «es un muy buen naturalista quien sabe exhaustivamente una sola parte».

El clérigo y teólogo anglicano británico John Wesley (1703-1791) invocó la frase en este sentido y se declaró él mismo un homo unius libri, siendo su «libro único» la Biblia.
Como los metodistas en el estricto rito wesleyano de depender de un solo libro, muchos protestantes radicales del siglo XVIII y posteriores se enorgullecían de ser homines unius libri.
El poeta William Collins (1721-1759), en una época de estrechez económica, se encontró por casualidad con su amigo el Dr. Samuel Johnson (1709-1784), quien observó que Collins llevaba un Nuevo testamento, y este le respondió: «Tengo solo un libro, pero es el mejor».

### Conocimiento limitado
El político y pastor estadounidense Edward Everett (1794-1865) aplicaba la frase «no sólo al hombre de un solo libro, sino también al hombre de una sola idea, en quien el sentido de proporción está ausente, y que ve solo aquello que quiere ver».
Joseph Needham, en las conclusiones generales de su obra Ciencia y Civilización en China, refiriéndose al refrán señaló, «puede significar que este hombre sólo ha leído un libro, sólo ha escrito un libro, no posee más de un libro, o pone su fe en un solo libro. El miedo que está sintiendo puede ser en favor de sí mismo. ¡Haber leído tan poco lo pone bastante a merced de su libro!»

### Éxito limitado como autor
Samuel Butler en El camino de toda carne (1903), un editor utiliza la frase para describir el protagonista de la novela.
Butler también recuerda que su editor propio, Trübner, aplicó la frase a él para expresar dudas en su perspectiva literaria, el «único libro» de Butler en este caso sería Erewhon.